# 李生 (1902年)
李生（1902年—1988年8月22日），又名李祥生，籍貫廣東惠陽，1951至1964年任摩托車業職工總會主席（汽車交通運輸業總工會前身）；1954年-1956年任工聯會副理事長；1957-1962年任香港工会联合会第10至第14屆理事長；1965至1980年任工聯會工人俱樂部主任；1977至1983年任第4屆廣東省政協常委。为广东省委港澳城市工作委员会的重要领导成员。
自小因生活困苦，7歲隨父親遠渡重洋，前往馬來西亞，只讀過年書，14歲起開始打工，先後做過橡膠園工人、錫礦工人、商店學徒，1952年回港後從事泥工、魚枱雜工，最後成為汽車司機，自小經歷辛勞，在勞動中成長，令他深切體會基層勞工之苦。